# しまなみ交流館
しまなみ交流館（－こうりゅうかん）は、広島県尾道市にある多目的ホールを中心とする複合施設。
愛称テアトロシェルネ。尾道駅前にある。

## 概要
多目的ホールを中心とし、大小3つの会議室を持つ複合施設。 建物の形状は「白い貝殻」をイメージしたもの。尾道駅前交番を併設している。
愛称の「テアトロシェルネ」は、イタリア語の「劇場（テアトロ）」、建物形状から英語の「貝殻（シェル）」、フランス語の「再生（ルネサンス）」の「ルネ」を合わせた造語。公募で決定した。
1999年尾道駅前地区市街地再開発事業に伴い、西瀬戸自動車道（しまなみ海道）の開通にあわせ、5月1日に開館。設計はアール・アイ・エー、施工は五洋建設・三和鉄構建設JV。
コンサート・演劇・映画など、またしまなみ関連の情報収集拠点として、多くの人々に利用されている。

## 施設
中央に3階吹き抜けの多目的ホール、1階にマリンスタジオ（尾道ケーブルテレビ）、2階に大1つ・小2つ貸し会議室がある。
ホール
- 形式 : アリーナ型
- 収容人数 : 690席（1・2階席491席（身障者用ボックス1席）、3階席198席）

## 所在地
- 広島県尾道市東御所町10-1

## 交通
- JR山陽本線、尾道駅南口から徒歩1分
- 山陽自動車道・尾道インターチェンジから車で25分